# Danielle Slaton
Danielle Slaton, née le 10 juin 1980 à San José, est une joueuse américaine de soccer évoluant au poste de défenseur.

## Biographie
Elle est internationale américaine à 43 reprises de 1999 à 2003, marquant 1 but. Elle est médaillée d'argent aux Jeux olympiques d'été de 2000, où elle est remplaçante et ne joue aucun match, et termine troisième de la Coupe du monde 2003, jouant un seul match.